# Magenta Skycode
Magenta Skycode — финская англоязычная инди-рок-группа из Турку. Состояла из пяти (ранее семи) участников. 
Основана в 2005 году. Лидер группы Йори Сьёроос также известен как ударник фюнерал-дум-группы Thergothon, лидер и вокалист готик-рок-группы This Empty Flow, лидер танцевального проекта Fu-Tourist и продюсер и автор музыки поп-группы PMMP.
Название группы происходит от названия первого альбома группы This Empty Flow.
Группа выпустила два альбома: IIIII (2006) и Relief (2010). Оба альбома попали в Top 50 хит-парада Финляндии и были высоко оценены критиками. Альбом IIIII занял третье место в списке лучших финских альбомов 2006 года и 31-е место в сотне лучших альбомов 2000-2019 годов по версии журнала о рок-музыке Soundi (в обоих случаях выбор делали музыкальные журналисты и критики), а также получил золотой статус. Альбом Relief в 2010 году получил премию Emma как лучший альтернативный/инди-альбом года.
Группа распалась в 2014 году, однако в 2021 году воссоединилась для двух выступлений, одно из которых было посвящено 15-летию выпуска альбома IIIII. 

## Состав

### Текущий состав
- Йори Сьёроос
- Хенри Ояла
- Калле Тайвайнен
- Томи Мякиля
- Нико Кивикангас

### Бывшие участники
- Кеннет Гранхольм
- Никлас Бьёрклунд

## Дискография
- Compassion (EP, 2005)
- IIIII (альбом, 2006)
- We’re Going to Climb (7", 2009)
- Relief (альбом, 2010)
- The Simple Pleasures (сингл, 2010)
- We Will Be Warm (12" EP, 2013)